# Dicranota (Rhaphidolabis) xanthosoma
Dicranota (Rhaphidolabis) xanthosoma is een tweevleugelige uit de familie Pediciidae. De soort komt voor in het Nearctisch gebied.